# سيروس VK-30
طائرة Cirrus VK-30 هي طائرة منزلية الصنع ذات محرك واحد ومروحة دافعة تم بيعها في الأصل كمجموعة من قبل شركة Cirrus Design (الآن Cirrus Aircraft )، و تعتبر أول طراز للشركة، تم تقديمه في عام 1987 